# Sandgerði
Sandgerði est une petite ville en Islande située sur la côté ouest de la Reykjanesskagi dans la région de Suðurnes. La ville compte 1 609 habitants (2014) qui vivent principalement de la pêche. L'aéroport international d'Islande, le Flugstöð Leifs Eiríkssonar, est situé à mi-chemin entre Keflavík et Sandgerði. La route 429 relie les deux entités.

## Histoire
A mi-chemin entre Garður et Sandgerði se trouvait précédemment la ferme de Kirkjuból (actuellement un terrain de golf) où en 1551 des représailles furent menées à l'encontre d'émissaires du roi danois pour venger le meurtre de l'évêque Jón Arason près de Skálholt.
En 2018, la commune fusionne avec Garður pour former la nouvelle municipalité de Suðurnesjabær.

## Patrimoine naturel et architectural
A environ 5 km au sud de Sandgerði se trouve une petite église très connue des Islandais, l'église de Hvalsneskirkja.

## Culture
Sandgerði compte un musée d'histoire naturelle.

## Personnalités liées à la commune
Hallgrímur Pétursson, célèbre écrivain religieux islandais, fut prêtre dans cette église entre 1644 et 1651.